# Алатсківі
Алатсківі  невелике містечко (ест. alevik) у Тартумаа, Естонія. Це адміністративний центр волості Алатсківі.
Головними пам'ятками є миза Алатсківі у вигляді готичного замку, могила видатного естонського поета Югана Ліїві. Неподалік містечка є будинок-музей Югана Ліїві з цікавою експозицією, де проходять щорічні поетичні читання.

## Відомі особи
- Юган Ліїв (1864—1913), поет, народився у Алатсківі.
- Барон Йоган Кронман (1662—1737) народився у Алатсківі.

## Галерея

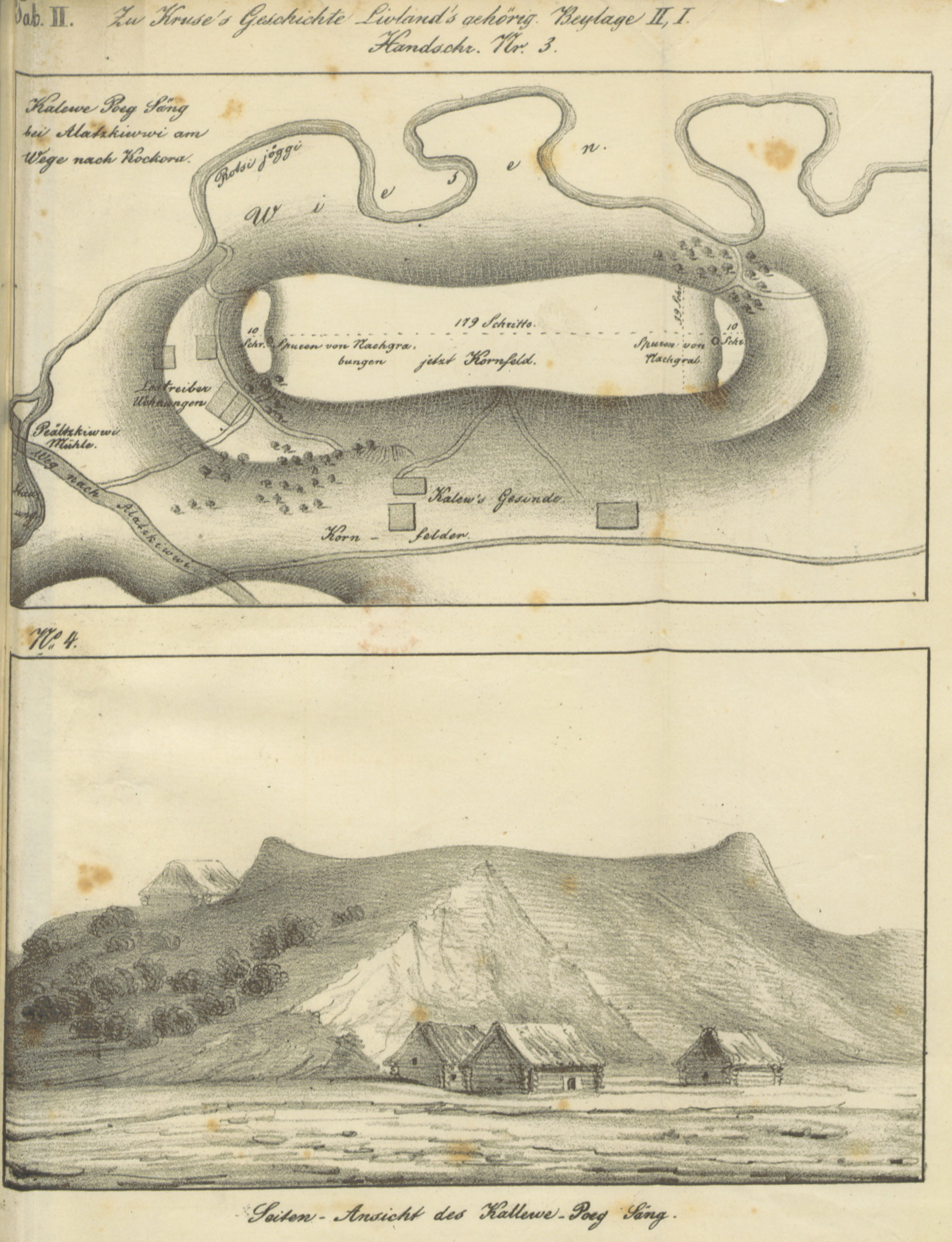
«Kaleve Poeg» Залишки естонського культового місця (1846 by KRUSE)
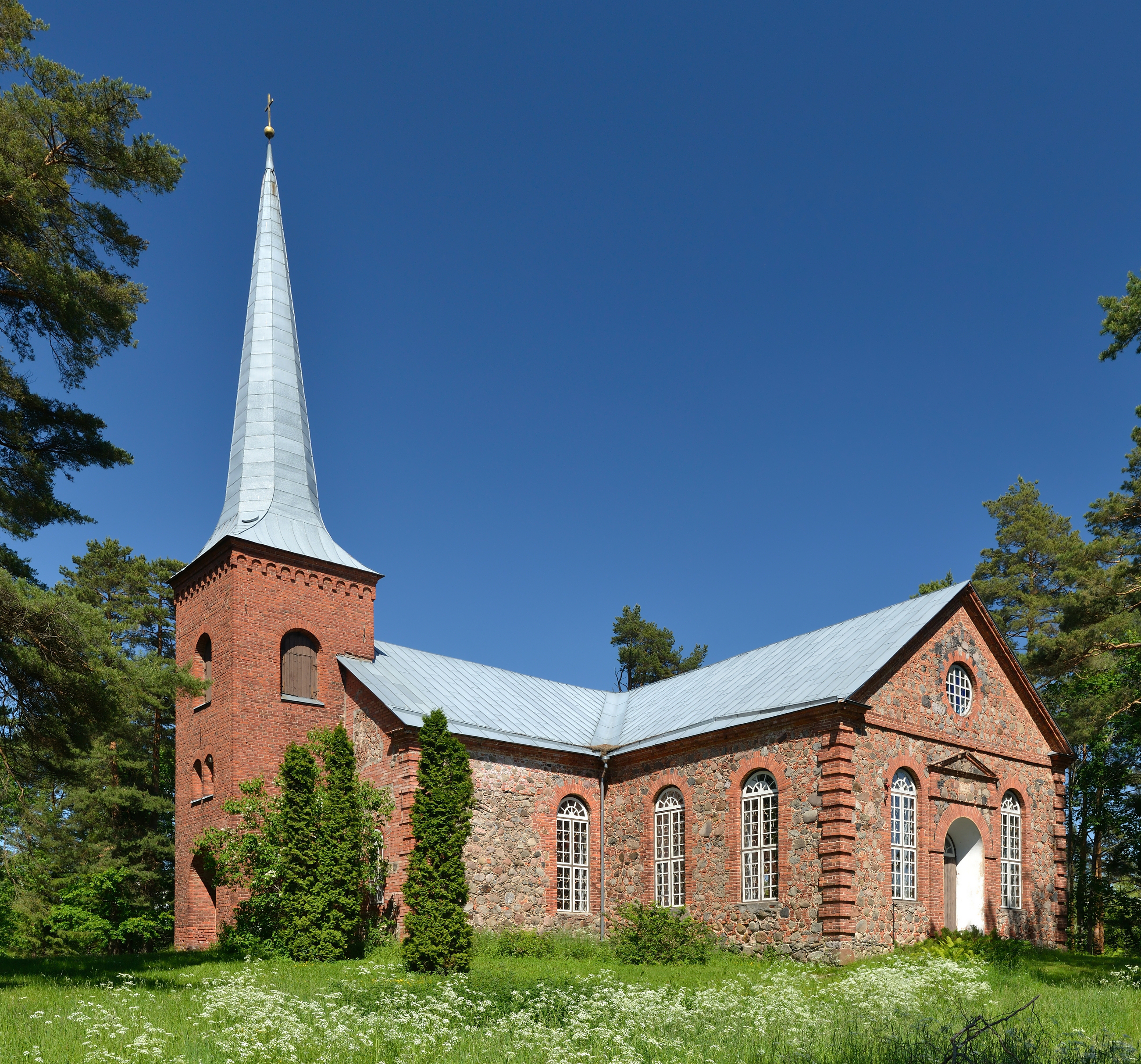
Церква Алатсківі
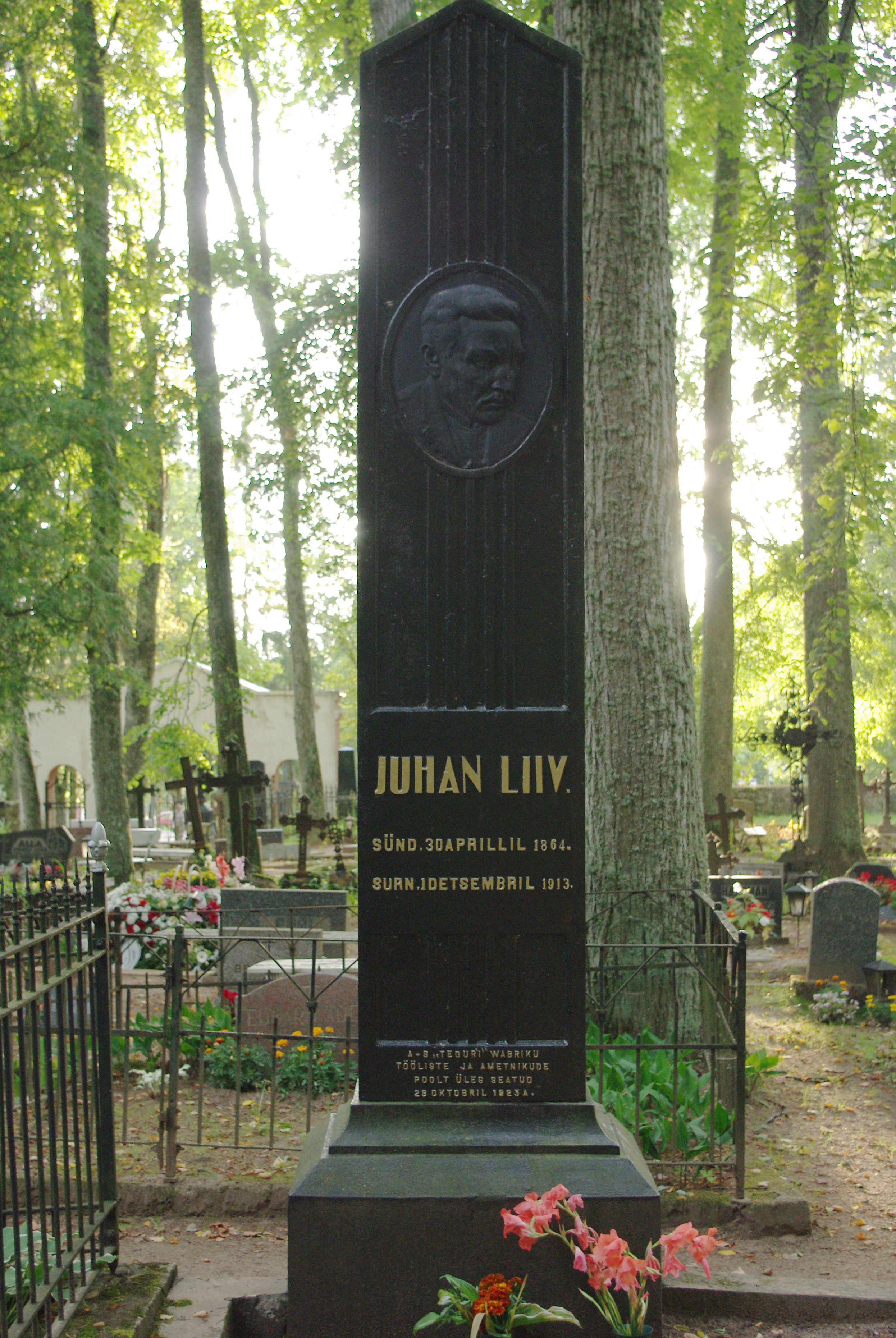
Могила Югана Ліїві на цвинтарі Алатсківі